# Lista de aeroportos da Mongólia
Esta é uma lista de aeroportos da Mongólia, classificados por cidade:
| Cidade       | Província    | ICAO | IATA | Nome do aeroporto                                                           |
| Altay        | Govi-Altay   | ZMAT | LTI  | Aeroporto de Altay                                                          |
| Arvaikheer   | Övörkhangay  | ZMAH | AVK  | Aeroporto de Arvaikheer                                                     |
| Baruun-Urt   | Sükhbaatar   | ZMBU | UUN  | Aeroporto de Baruun-Urt                                                     |
| Baruunturuun | Uvs          |      |      | Aeroporto de Baruunturuun                                                   |
| Bayankhongor | Bayankhongor | ZMBH | BYN  | Aeroporto de Bayankhongor                                                   |
| Bulgan       | Bulgan       | ZMBN | UGA  | Aeroporto de Bulgan                                                         |
| Bulgan       | Khovd        | ZMBS |      | Aeroporto de Bulgan                                                         |
| Choybalsan   | Dornod       | ZMCD | COQ  | Aeroporto de Choibalsan                                                     |
| Dadal        | Khentiy      |      |      | Aeroporto de Dadal                                                          |
| Dalanzadgad  | Ömnögovi     | ZMDZ | DLZ  | Aeroporto de Dalanzadgad                                                    |
| Kharkhorin   | Övörkhangay  | ZMHH | KHR  | Aeroporto de Kharkhorin                                                     |
| Khatgal      | Khövsgöl     |      |      | Aeroporto de Khatgal                                                        |
| Khovd        | Khovd        | ZMKD | HVD  | Aeroporto de Khovd                                                          |
| Khujirt      | Övörkhangay  | ZMHU | HJT  | Aeroporto de Khujirt                                                        |
| Mandalgovi   | Dundgovi     | ZMMG | MXW  | Aeroporto de Mandalgovi                                                     |
| Mörön        | Khövsgöl     | ZMMN | MXV  | Aeroporto de Mörön                                                          |
| Tosontsengel | Zavkhan      |      |      | Aeroporto de Tosontsengel                                                   |
| Tsetserleg   | Arkhangay    | ZMTG | TSZ  | Aeroporto de Tsetserleg                                                     |
| Ulaanbaatar  |              | ZMUB | ULN  | Aeroporto Internacional Chinggis Khaan (antigamente Aeroporto Buyant Ukhaa) |
| Ulaangom     | Uvs          | ZMUG | ULO  | Aeroporto de Ulaangom                                                       |
| Uliastai     | Zavkhan      |      | ULZ  | Aeroporto de Uliastai                                                       |
| Uliastai     | Zavkhan      |      |      | Aeroporto de Donoi (Novo Aeroporto de Uliastai)                             |
| Ölgiy        | Bayan-Ölgiy  | ZMUL | ULG  | Aeroporto de Ölgiy                                                          |
| Öndörkhaan   | Khentiy      | ZMUH | UNR  | Aeroporto de Öndörkhaan                                                     |